# Нурбю, Сверре
Сверре Нурбю (норв. Sverre Nordby; 13 марта 1910, Мьёндален, Бускеруд — 4 декабря 1978, Мьёндален, Бускеруд) — норвежский футболист и хоккеист с мячом.

## Биография
Выступал за футбольный клуб «Мьёндален», дважды с ним выигрывал чемпионат Норвегии в 1933 и 1937 годах. За сборную Норвегии провёл 10 игр: дебютировал в матче против Германии 24 октября 1937 года (поражение 0:3). Провёл в 1938 году один матч, завершившийся крупной победой над Финляндией со счётом 9:0. Числился в заявке на чемпионат мира 1938 года, но не сыграл во Франции ни одного матча. Также Нурбю играл за командую по хоккею с мячом «Мьёндален» в чемпионатах Норвегии 1940 и 1947 годов.

## Статистика

### Матчи Нурбю за сборную Норвегии по футболу
| Матчи Нурбю за сборную Норвегии | Матчи Нурбю за сборную Норвегии | Матчи Нурбю за сборную Норвегии | Матчи Нурбю за сборную Норвегии | Матчи Нурбю за сборную Норвегии | Матчи Нурбю за сборную Норвегии     |
| ------------------------------- | ------------------------------- | ------------------------------- | ------------------------------- | ------------------------------- | ----------------------------------- |
| №                               | Дата                            | Соперник                        | Счёт                            | Пропущено голов                 | Соревнование                        |
| 1                               | 24 октября 1937                 | Германия                        | 0:3                             | 3                               | Товарищеский матч                   |
| 2                               | 7 ноября 1937                   | Ирландия                        | 3:3                             | 3                               | Чемпионат мира 1938 (отбор)         |
| 3                               | 17 июня 1938                    | Финляндия                       | 9:0                             | —                               | Чемпионат Северной Европы 1937—1947 |
| 4                               | 4 сентября 1938                 | Швеция                          | 2:1                             | 1                               | Товарищеский матч                   |
| 5                               | 18 сентября 1938                | Дания                           | 1:1                             | 1                               | Чемпионат Северной Европы 1937—1947 |
| 6                               | 2 июня 1939                     | Швеция                          | 2:3                             | 3                               | Товарищеский матч                   |
| 7                               | 22 июня 1939                    | Германия                        | 0:4                             | 4                               | Товарищеский матч                   |
| 8                               | 3 сентября 1939                 | Финляндия                       | 2:1                             | 1                               | Чемпионат Северной Европы 1937—1947 |
| 9                               | 17 сентября 1939                | Швеция                          | 2:3                             | 3                               | Чемпионат Северной Европы 1937—1947 |
| 10                              | 22 октября 1939                 | Дания                           | 1:4                             | 4                               | Чемпионат Северной Европы 1937—1947 |

Итого: 10 матчей / пропущено 23 гола; 3 победы, 2 ничьи, 5 поражений.